# Alija Islamović
Pour les articles homonymes, voir Islamović.
Alija (dit Alen) Islamović (né le 17 août 1957 à Sokolac, Yougoslavie, aujourd'hui Bosnie-Herzégovine) est un chanteur bosnien. Il est surtout connu pour avoir été le chanteur des groupes Divlje jagode, de 1979 à 1986, et Bijelo dugme, de 1986 à 1989.

## Biographie
Alija Islamović est né à Sokolac, un hameau situé à environ 5 km de la ville de Bihać (Nord-Ouest de la Bosnie-Herzégovine). Il quitta son village natal à l'âge de deux ans et demi lorsque son père trouva du travail à Bihać. Alija découvrit la musique, à la fin des années 1960, grâce à son frère qui acheta un électrophone. Il apprit à jouer de la guitare, guidé par son frère aîné et, en 1974, il commença à jouer de la guitare basse dans un groupe nommé Bag. Il commença aussi à chanter en écoutant les nombreux disques qu'avait son frère.